# Vladimír Pýcha
Vladimír Pýcha (23. dubna 1939 Zlín – 21. ledna 2017 Praha) byl český architekt, známý především jako spoluautor (spolu s Miroslavem Řepou) Československého pavilonu na EXPO '67 v Montréalu.

## Životopis
Roku 1958 zakončil maturitou studium na Vyšší průmyslové škole nábytkářské v Bystřici pod Hostýnem. V tomtéž roce nastoupil do zaměstnání v UP závodech (uměleckoprůmyslová výroba nábytku) Rousínov, kde pracoval jako samostatný konstruktér.
Roku 1959 byl přijat na Vysokou školu uměleckoprůmyslovou v Praze do ateliéru užité architektury profesora Adolfa Benše, kde studoval až do absolutoria roku 1965.
Již v průběhu studia na vysoké škole dosáhl úspěchu v několika architektonických soutěžích. V roce 1965 spolu s architektem Miroslavem Řepou zvítězil v celostátní soutěži na projekt československého pavilonu pro Světovou výstavu EXPO '67 v Montrealu. Aby mohl pracovat na projektové dokumentaci a realizaci pavilonu, nastoupil do zaměstnání v národním podniku Konstruktiva.
V období let 1967 – 1969 pracoval ve Vojenském projektovém ústavu Praha, kde současně absolvoval základní vojenskou službu.
V letech 1969 – 1982 zastával funkci vedoucího projektového střediska a později vedoucího ateliéru v podniku Juvenastav (později delimitován na Stavocentrál, Projektový a inženýrský podnik Socialistického svazu mládeže a později Projektový ústav SSM). Vzhledem k tomu, že se roku 1982 PÚ SSM změnil v Elektroprojektu (projektová a inženýrská organizace federálního ministerstva elektrotechnického průmyslu) a nové zaměření neodpovídalo představám arch. Pýchy, nastoupil roku 1986 do Sportprojektu. Zde zastával funkci vedoucího projektového ateliéru.
Roku 1989 přijal nabídku zajišťovat technickou přípravu a vlastní realizaci československého pavilonu v rámci Kanceláře generálního komisaře československé účasti na Světové výstavě EXPO '92 v Seville. Po ukončení světové výstavy založil vlastní architektonický ateliér ARCO a nastoupil dráhu architekta na volné noze.
Od roku 1969 se podílel na zpracování nebo sám řídil práce na mnoha studiích, projektech a realizacích v oboru účelových staveb.
Byl členem České komory architektů pod autorizačním číslem 463 a z pozice nezávislého řádného člena poroty posuzoval návrhy v soutěži „Nápady pro Kolín“, v níž v roce 2014 studenti architektury navrhovali možné úpravy středočeského města Kolína.

## Dílo
Ve své tvorbě se zaměřoval na interiérovou tvorbu, design nábytku, výstavnictví, ale také na návrhy architektonických realizací.
Roku 1989 svou tvorbu vystavoval například na pražském Salonu užitého umění.

### Pavilón na EXPO '67

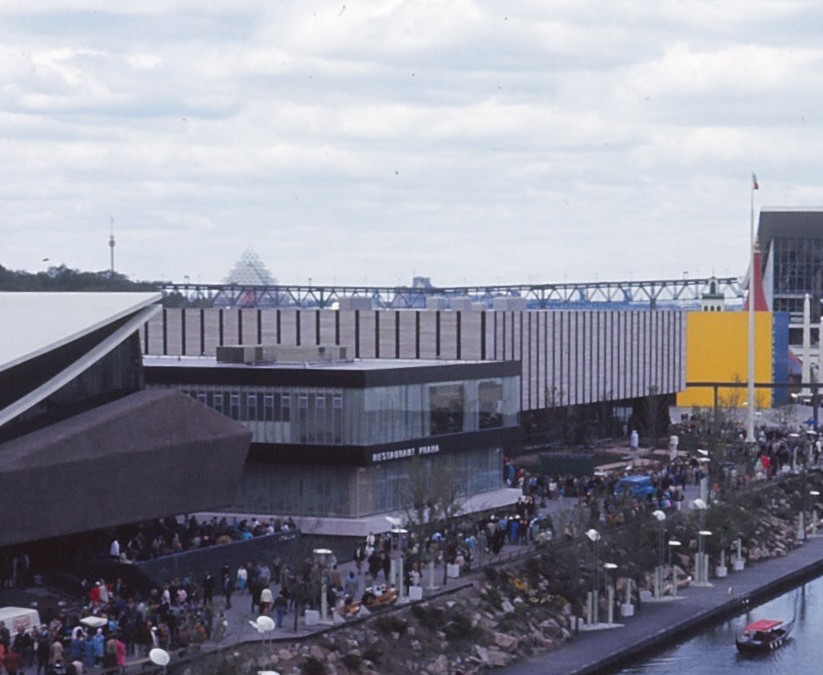
Výstavní pavilon

Spolu s Miroslavem Řepou navrhl Pýcha československý pavilon na Světové výstavě 1967 v Montréalu. O účasti na výstavě rozhodla tehdejší československá vláda 30. října 1964 a následující rok byla vyhlášena soutěž. Autoři na projektu pracovali od června toho roku do dubna 1967. Navrhli jednoposchoďovou budovu, která měla prosklené přízemí, ale první patro naopak bez oken. Uvnitř objektu se nacházelo atrium. Celý objekt nesly čtyři ocelové pilíře umístěné v jejích rozích. Zastavěná plocha činila 3000 čtverečních metrů.
Ocelovou konstrukci pavilonu vyrobila brněnská Královopolská strojírna a z německého přístavního města Hamburk jednotlivé prvky objektu převezly lodě do Kanady, kde z nich místní společnost Janin Construction objekt zbudovala. Během výstavy si návštěvníci mohli prohlédnout Třebechovický betlém, kopii Svatováclavské koruny nebo zhlédnout představení Kinoautomatu režiséra Radúze Činčery. Po skončení výstavy pavilón odkoupila vláda kanadské provincie Newfoundland.

### Úpravy vSedlčanech
Architekt Pýcha navrhl posléze realizované úpravy náměstí ve středočeském městě Sedlčany. Roku 2011 připravil také přestavbu tamního autobusového nádraží. Ta se ale realizace nedočkala.

### Sousoší na Pohořelci

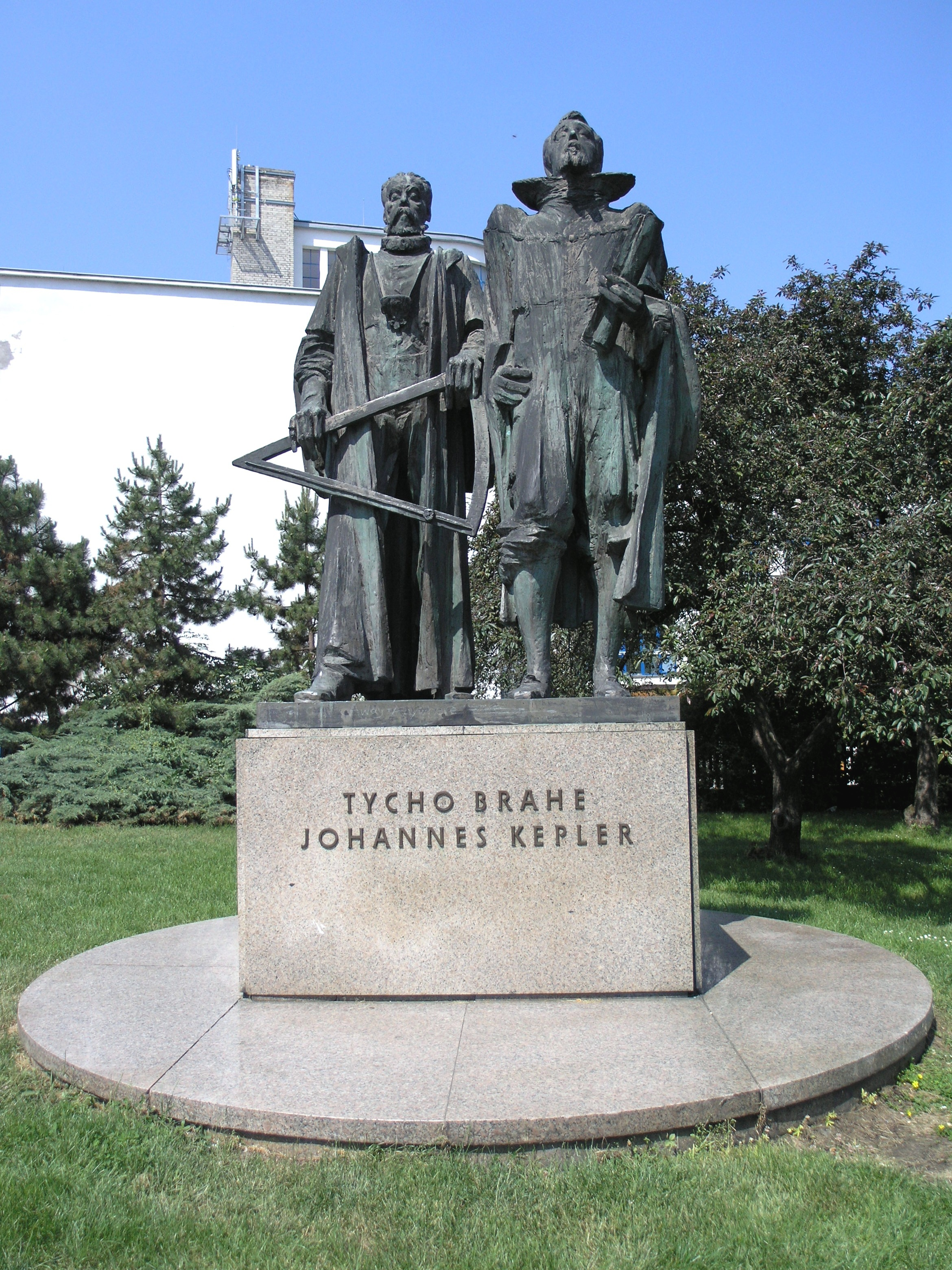
Skulptura na pražském Pohořelci

Architektonická koncepce Sousoší Tychona Brahe a Jana Keplera (odhaleno v roce 1984) na Pohořelci. Autorem bronzového pomníku je Josef Vajce.

### Socha Jana Ámose Komenského
Pýcha byl také autorem architektonického řešení pomníku Jana Ámose Komenského umístěného před gymnáziem na Komenského náměstí v Děčíně. Autorem sochy samotné je Josef Kadlčík.